# Дженнінгс (округ, Індіана)
Шаблон:StateAbbr_ 39°00′ пн. ш. 85°38′ зх. д. / 39° пн. ш. 85.63° зх. д.
Округ Дженнінгс (англ. Jennings County) — округ (графство) у штаті Індіана, США. Ідентифікатор округу 18079.

## Історія
Округ утворений 1816 року.

## Демографія
За даними перепису
2000 року
загальне населення округу становило 27554 осіб, зокрема міського населення було 11366, а сільського — 16188.
Серед мешканців округу чоловіків було 13694, а жінок — 13860. В окрузі було 10134 домогосподарства, 7604 родин, які мешкали в 11469 будинках.
Середній розмір родини становив 3,07.
Віковий розподіл населення поданий у таблиці:
| Стать    | До 15 років | 15-21 | 22-29 | 30-39 | 40-49 | 50-65 | 65-85 | Понад 85 |
| -------- | ----------- | ----- | ----- | ----- | ----- | ----- | ----- | -------- |
| Чоловіки | 3285        | 1238  | 1454  | 2147  | 2104  | 2215  | 1157  | 94       |
| Жінки    | 3146        | 1287  | 1408  | 2171  | 1953  | 2199  | 1480  | 216      |

## Суміжні округи
- Декатур — північ
- Ріплі — схід
- Джефферсон — південний схід
- Скотт — південь
- Джексон — захід
- Бартолом'ю — північний захід

## Виноски
1. ↑  U.S. Decennial Census. United States Census Bureau. Архів оригіналу за 26 квітня 2015. Процитовано 10 липня 2014.
2. ↑  Historical Census Browser. University of Virginia Library. Архів оригіналу за 11 серпня 2012. Процитовано 10 липня 2014.
3. ↑  Population of Counties by Decennial Census: 1900 to 1990. United States Census Bureau. Архів оригіналу за 4 жовтня 2014. Процитовано 10 липня 2014.
4. ↑  Census 2000 PHC-T-4. Ranking Tables for Counties: 1990 and 2000 (PDF). United States Census Bureau. Архів оригіналу (PDF) за 18 грудня 2014. Процитовано 10 липня 2014.
5. ↑  Jennings County QuickFacts. Бюро перепису населення США. Архів оригіналу за 12 липня 2011. Процитовано 25 вересня 2011.(англ.) Наведено за англійською вікіпедією.
6. ↑  American FactFinder. Бюро перепису населення США. Архів оригіналу за 21 травня 2008. Процитовано 31 січня 2008.

| США | Це незавершена стаття з географії США. Ви можете допомогти проєкту, виправивши або дописавши її. |